# Paolo Ruffini
Paolo Ruffini, född 22 september 1765 i Valentano, död 10 maj 1822 i Modena, var en italiensk läkare och matematiker.
Ruffini blev medicine doktor 1788 och samma år professor i matematik i Modena, miste 1798 sin plats på grund av sin opposition mot fransmännen, men återfick den 1799 samt blev 1806 professor i matematik vid militärskolan i Modena. Han blev sedermera successivt professor i praktisk medicin, i teoretisk medicin och i tillämpad matematik vid universitetet i nämnda stad. 

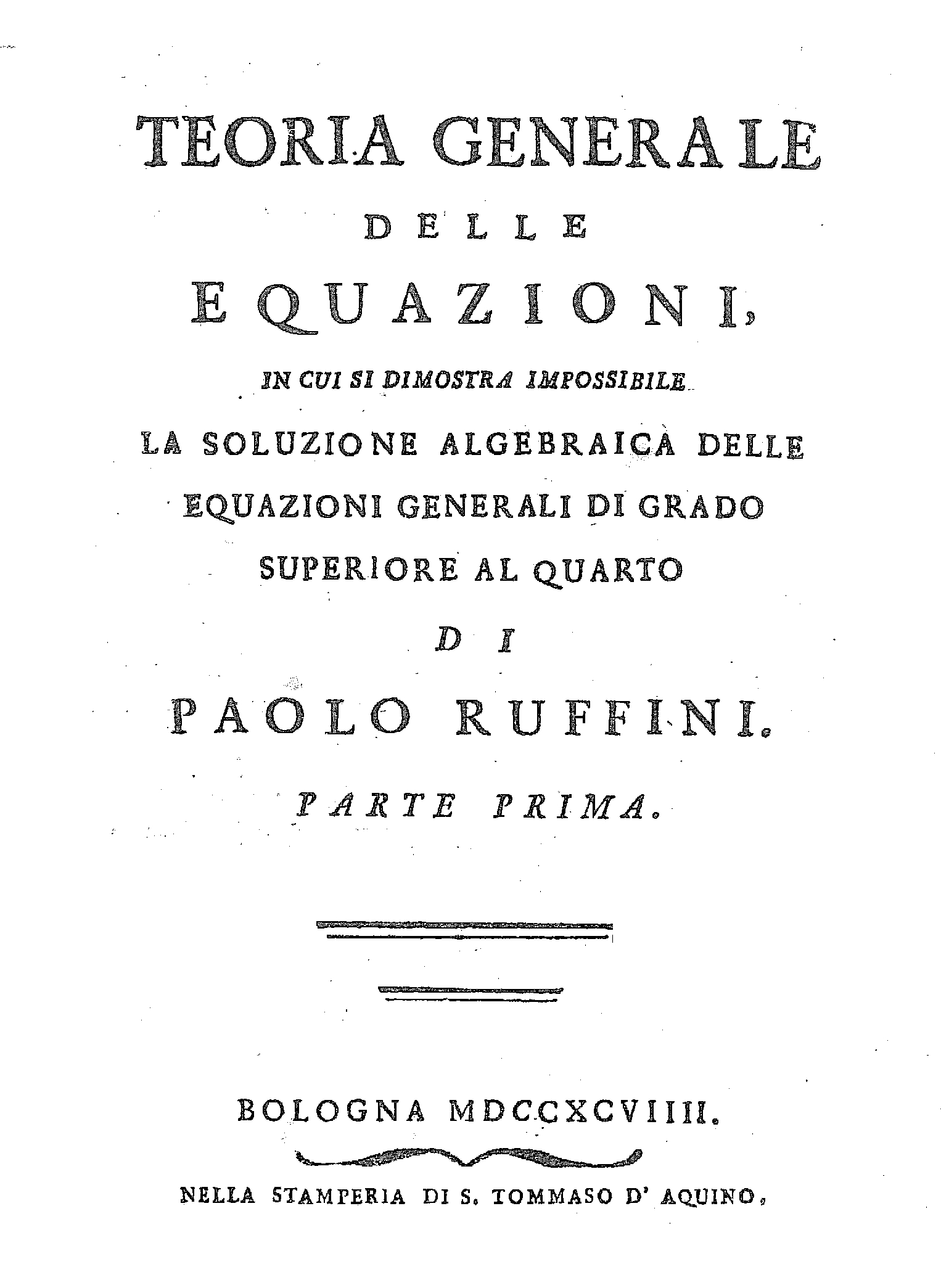
Teoria generale delle equazioni, 1799

Som medicinsk författare och läkare var Ruffini föga framstående samt åtnjöt ringa aktning på grund av bigotteri och vidskeplighet. Som matematiker ägnade han sig främst åt ekvationsteorin, av vilken han lämnade en utförlig framställning, som även innehåller en ny metod för numeriska ekvationers lösning och rotutdragning. Han försökte även att bevisa den algebraiska olösbarheten av ekvationer av högre grad än den fjärde. Detta bevis var dock ofullständigt, och ett exakt sådant lämnades först av Niels Henrik Abel. För övrigt angav Ruffini även en teori för kurvors klassifikation och försökte, utan framgång, bevisa omöjligheten av cirkelns kvadratur. Ännu olyckligare var han i sitt uppträdande emot Pierre Simon de Laplaces teori för sannolikhetsräkningen, vilken han trodde sig kunna falsifiera. 
Bland Ruffinis skrifter kan nämnas Teoria generale delle equazioni (I, II, 1798), Algebra (1807–08) och Riflessioni intorno alla soluzione dell' equazioni algebriche generali (1813) samt det filosofiska arbetet Della immaterialità dell' anima (1806).
Asteroiden 8524 Paoloruffini är uppkallad efter honom.